# Ђурђевдан
Ђурђевдан је хришћански и народни празник који се прославља 23. априла по старом календару, што одговара 6. мају по новом, чиме се обележава успомена на Светог Ђорђа. Светог Ђорђа славе и католици и православци. Православци као крсну славу 6. маја, а католици као имендан 23. априла. По броју свечара, Ђурђевдан је на другом месту у Србији и на првом месту у Републици Српској.
У Србији је овај празник попримио и неке друге особине, мешајући се са предхришћанским култовима Балкана. Празник прослављају једном годишње 6. маја, под различитим називима (Св. Ђорђе, Ђурђевдан, Ђурђовдан, Мл’зигруда, Премлаз, Ерделези) како хришћани (православни и католици), тако муслимани, на територији целе Србије. Његово празновање посебно је наглашено у областима са развијенијим сточарством. Ђурђевдан је 2015. године уврштен у Национални регистар нематеријалног културног наслеђа Србије.

## Порекло празника
Ђурђевдан је празник са јако пуно обичаја везаних за њега, и магијских радњи за заштиту, здравље и плодност, које се тог дана обављају. Обичаји и веровања српског народа везана за Ђурђевдан су у народу свакако постојали и пре него што је примио хришћанство. Свети Ђорђе је својим празником свакако заузео место старог српског божанства плодности Јарила и његовог празника.
Црква на овај дан обележава погубљење Светог Георгија, које се десило 23. априла 303. године.

## Народни празник
Ђурђевдан се сматра за границу између зиме и лета, празник везан за здравље укућана, удају и женидбу младих из куће, плодност стоке и добре усеве. За мало који празник код Срба је везано толико обичаја и веровања, па и магијских радњи.
Главни обичаји су:
- плетење венаца од биља
- умивање биљем
- купање на реци

Увече, уочи Ђурђевдана, неко од укућана накида зелених гранчица у најближој шуми и њима окити врата и прозоре на кући и осталим зградама као и улазне вратнице и капије. Ово се чини да би година и дом били „берићетни“ – „Да буде здравља, плода и рода у дому, пољу, тору и обору“. Понегде је обичај да ово кићење зеленилом врше на сам Ђурђевдан пре зоре.
Такође, оплету се венчићи од „ђурђевског цвећа“: крстастог броћа, ђурђевка, млечике и другог, и њиме се оките улазна врата на дворишту и кући. Ти венци стоје изнад врата читаву годину, до следећег Ђурђевдана.
Многи праве крстове од лесковог прућа и стављају их по њивама, баштама и зградама – „да би се сачували од града“ (слично крстовима од бадњака за Божић).
Уочи Ђурђевдана, домаћица спушта у посуду пуну воде разно пролећно биље, а онда одмах спушта: дрен, па за њим здравац, и на крају грабеж и црвено јаје, чуваркућу која је остала од Ускрса; то се затим стави под ружу у башти да преноћи.
Ујутру се сви редом умивају водом: деца - „да буду здрава као дрен“, девојке - „да се момци грабе око њих“, старији - „да буду здрави“, домаћин – „да му кућа буде добро чувана“, итд. Сваки према својим потребама и жељама.
Велику важност има и купање на реци, пре сунца (понекад се у реку бацају венци од разног цвећа, или се сипа млеко). Да би били здрави и јаки, људи су се китили цвећем и биљем, опасивали се врбовим и дреновим прућем. Понегде се младеж љуљала на дреновом дрвету, „да би била здрава као дрен“, а девојке су се ваљале по зеленом житу, „да би им коса расла као жито“. Посебној је за ове обичаје значајно биље (попут селена, коприве, врбе, дрена, зелене пшенице итд.), којим се људи и жене ките, или „причешћују“ или потапају у воду, у којој ће се купати, или се по њима ваљају, или (ако је дрво) љуљају, итд.

### Ђурђевдански уранак
Народ на Ђурђевдан, рано пре зоре, одлази у природу заједнички на „ђурђевдански уранак“, на неко згодно место у шуми које се изабере, на пропланку или поред реке. За ово се припреми јело и пиће; обавезно се припреми јагње на ражњу а они који су за то задужени, оду много раније на заказано место и отпочну са припремама тако да се ражањ већ увелико окреће кад остали дођу. Песма, игра и весеље трају често и до подне.
На ђурђевданским уранцима се млади опасују врбовим прућем „да буду напредни као врба“, ките здравцем „да буду здрави као здравац“, копривом „да коприва опече болести са њим“, и селеном „да им душа мирише као селен“.

### Трпеза
Око Тимока сваки домаћин на Ђурђевдан дотера пред цркву по једно мушко јагње, и ту му на сваки рог прилепи по воштану свећицу, па свештеник после литургије изађе међу јагањце, запале се јагањцима свеће на роговима, очита им се молитва и благослове их за трпезу.

### Орање бразде око села
Земљорадници су око села оборавали бразду која је чинила магијски круг у који зле силе нису могле да продру.

### Сточарски празник
Овај празник нарочито поштују сточари. Овог дана се стока истерује у планине на летње паше. Тада се коље прво јагње чијом су се крвљу, ради здравља, укућани мазали по челу и образима. Сакраментална жртва јагњета, с којим се „причешћују“ сва деца, је уједно и најважнији од обичаја за тај дан.

### Разна веровања
Пре Ђурђевдана не треба селена брати или мирисати, а на Ђурђевдан свако узме по један стручак те омирише и задене се за појас, а девојке и младе за ђердан.
На Ђурђевдан не ваља спавати, „да не би болела глава“, а ако је неко спавао „онда на Марковдан да спава на том истом месту“.
Сматра се да на Ђурђевдан делују вештице и друге зле силе, због чега су сељаци палили велике ватре „да би заштитили себе и село“.

### Врачања за плодност
Обичаји везани за Ђурђевдан се врше пре изласка сунца, и то често на реци, што свакако има свој магијски значај. Међутим, највећи број обичаја спада у чисту магију, код чега онај, који их врши, нема у виду никаквог одређеног демона ни божанство.
Жене и девојке донесу увече кући „омаје“ тј. воде са кола воденичнога, „да се од њих свако зло и прљавштина отресе и отпадне“, као омаја од кола, и ставе у њу различитог биља а нарочито селена, да преноћи, па се ујутру њом купају у градини поред селена и поред осталог цвећа.
Зарад плодности своје стоке, да би одузеле млеко туђој стоци, ноћу неке жене врачају (ретко мушкарци), које су голе и јашу на вратилу (обилазе око туђих торова). Све то показује, да је обичај веома стар.
На сличан начин привлачи се и пољска плодност. Са великом ревношћу практикују се и љубавна врачања и гатања. Врсте гатања и предмети, по којима се гата, врло су многобројни (по хлебу, копривама, кукавици, свињама, роси итд).

### Веровања о времену
Веровало се да ако је на Ђурђевдан ведро - „да ће бити плодна година“, а ако на овај празник и сутрадан пада киша - „да ће лето бити сушно“. Каже се у Србији да колико недеља пре Ђурђевдана загрми, толико ће бити товара жита те године.

## Празник Светог Ђорђа
Свети Ђорђе се на иконама представља на коњу, у војводском оделу, са којег копљем пробада страшну аждају. Нешто даље од њега стоји једна жена у господском оделу. Аждаја на икони представља многобожачку силу која је „прождирала“ бројне невине хришћане. Свети Ђорђе ју је, по веровању, победио и својом мученичком смрћу задао смртни ударац „незнабоштву“. Под победом коју је Свети Ђорђе однео над аждајом, вероватно се мисли на прекид прогона хришћана, десет година после његове смрти, и проглашење хришћанства званичном религијом Римског царства од стране цара Константина. Жена на икони је можда и сама света Александра, жена која се традиционално поистовећује са Приском, супругом цара Диоклецијана, и верује се да представља симболично младу хришћанску цркву.
По броју свечара, Ђурђевдан је на другом месту у Србији (после Никољдана).

## Историја
У време српског ропства под Турцима, Турци су били одредили да им се годишњи порез плаћа у два дела: на Ђурђевдан и на Митровдан.
Некада су овог дана хајдуци напуштали своја места зимовања, своје јатаке, и одлазили у шуму на заказано место да поново отпочну са хајдуковањем. У народу је остало сећање на тадашње хајдуковање, па је остала и изрека „Ђурђев данак – хајдучки састанак, Митров данак – хајдучки растанак“.
Влада Краљевине Југославије и Југословенски раднички савез (Југорас) су 1940. промовисали Ђурђевдан као празник рада, а што је у Батиним фабрикама у Борову била пракса још од 1933, експлицитно уместо "интернационалног марксистичког првог маја".